# Статем (Джорджія)
Статем (англ. Statham) — місто (англ. city) в США, в окрузі Берроу штату Джорджія. Населення — 2813 особи (2020).

## Географія
Статем розташований за координатами 33°57′46″ пн. ш. 83°36′13″ зх. д. / 33.96278° пн. ш. 83.60361° зх. д. (33.962913, -83.603659).  За даними Бюро перепису населення США в 2010 році місто мало площу 9,22 км², з яких 9,12 км² — суходіл та 0,10 км² — водойми. В 2017 році площа становила 10,64 км², з яких 10,51 км² — суходіл та 0,13 км² — водойми.

## Демографія
Згідно з переписом 2010 року, у місті мешкало 2408 осіб у 820 домогосподарствах у складі 616 родин. Густота населення становила 261 особа/км².  Було 924 помешкання (100/км²).
Расовий склад населення:
| - 72,1 % — білих - 16,7 % — чорних або афроамериканців - 1,2 % — азіатів - 0,1 % — корінних американців - 7,0 % — осіб інших рас |

До двох чи більше рас належало 2,9 %. Частка іспаномовних становила 12,6 % від усіх жителів.
За віковим діапазоном населення розподілялося таким чином: 28,9 % — особи молодші 18 років, 60,5 % — особи у віці 18—64 років, 10,6 % — особи у віці 65 років та старші. Медіана віку мешканця становила 33,2 року. На 100 осіб жіночої статі у місті припадало 91,3 чоловіків;  на 100 жінок у віці від 18 років та старших — 83,0 чоловіків також старших 18 років.
Середній дохід на одне домашнє господарство  становив 50 434 долари США (медіана — 43 954), а середній дохід на одну сім'ю — 58 291 долар (медіана — 49 135). Медіана доходів становила 27 794 долари для чоловіків та 27 708 доларів для жінок. За межею бідності перебувало 14,1 % осіб, у тому числі 21,5 % дітей у віці до 18 років та 12,3 % осіб у віці 65 років та старших.
Цивільне працевлаштоване населення становило 1197 осіб. Основні галузі зайнятості: освіта, охорона здоров'я та соціальна допомога — 29,6 %, виробництво — 24,5 %, роздрібна торгівля — 10,3 %, будівництво — 9,4 %.